# Zarándy Ákos
Zarándy Ákos (Budapest, 1982 –), magyar zeneszerző, zenetanár.

## Tanulmányai
A  Szent István Király Zeneművészeti Szakközépiskola szolfézs-zeneelmélet szakán kezdte tanulmányait 1997-ben. 2000 őszétől zeneszerzést tanult Draskóczy Lászlónál. 2001-től 2006-ig a Liszt Ferenc Zeneművészeti Egyetem ének-zene tanár és karvezetés szakán Szabó Sipos Máté és Jobbágy Valér növendéke volt. 2004-ben felvételt nyert a Zeneakadémia zeneszerzés tanszakára is, főtárgy tanára Vajda János, majd 2007-től Jeney Zoltán lett.
2009. április 26-án a Zeneakadémia nagytermében zeneszerzés diplomakoncertjén belül hangzott el első, „Las dos Fridas” című operájának keresztmetszete kiváló hangszeres szólisták (Szakács Ildikó, Herczku Ágnes, Klenyán Csaba, Ernyei László, Rohmann Ditta, Szalai András, Tömösközi László), valamint a Magyar Rádió Szimfonikus Zenekarának tolmácsolásában, Tihanyi László vezényletével.

## Tevékenysége
Zarándy Ákos több kortárs zenei hangverseny állandó résztvevője (Korunk Zenéje, Budapesti Őszi Fesztivál, Ifjúsági Kortárs Zenei Estek, Con Spirito egyesületi koncertek). Kompozíciói elhangzottak már Ausztriában, Csehországban, Lengyelországban, Szerbiában és Mexikóban. Számos felvétele került archiválásra a Magyar Rádió által, melyeket több ízben le is játszott.

## Elismerései, díjai
- 2011-ben Nightmare Symphony című művével bejutott az Új Magyar Zenei Fórum zeneszerzőverseny döntőjébe, ahol elnyerte a Fidelio Média különdíját.
- 2011-ben a Nemzeti Kulturális Alap által meghirdetett egyfelvonásos operapályázat egyik nyertese lett.
- 2014-ben és 2016-ban megkapta a Kodály Zoltán Alkotóművészeti Ösztöndíjat.
- 2019-ben négy évre szóló MMA művészeti ösztöndíjban részesült.
- A Magyar Érdemrend tisztikeresztje (2021)

## További információ
- Zarándy Ákos a BMC Adatbázisában
- Zarándy Ákos a Jegy.hu adatbázisában
- Zarándy Ákos YouTube csatornája